# Andrés Aurelio González
Andrés Aurelio González (Callao, 8 d'abril de 1968) és un exfutbolista peruà de la dècada de 1990.
Va disputar 18 partits amb la Selecció de futbol del Perú entre 1989 i 1996, participant en les eliminatòries del Mundial de 1990.
Pel que fa a clubs, destacà defensant els colors de Sport Boys, Universitario de Deportes, Real Betis i Alianza Lima.